# Escola Estadual Presidente João Goulart
A Escola Estadual Presidente João Goulart (antiga Escola Estadual Presidente Médici) é uma escola pública localizada no bairro do Castelo Branco III, na cidade de João Pessoa, no Brasil. A escola oferta Ensino médio integrado à educação profissional. O Centro de Educação Profissional, que funciona na instituição educacional, conta com cerca de 650 alunos matriculados entre os cursos livres oferecidos: Hotelaria, Hospedagem, Turismo, Eventos, Manutenção e Suporte em Informática e Serviço de Bar e Restaurante. A escola conta com sete laboratórios para trabalhos de pesquisa em física, química, biologia, matemática, hotelaria, hospedagem e cozinha pedagógica.

## Mudança do nome
Em março de 2014, o governador da Paraíba, Ricardo Coutinho (PSB), divulgou o encaminhamento de um projeto de mudança de nome da escola, que foi modificado apenas no final de dezembro do mesmo ano. Anteriormente, chamava-se Escola Estadual Presidente Médici. A mudança do nome foi motivada na intenção de retirar homenagens aos generais da ditadura militar. Emílio Garrastazu Médici governou o Brasil entre 30 de outubro de 1969 e 15 de março de 1974, grande parte do período da ditadura militar conhecido como "Anos de Chumbo". João Goulart foi presidente de 1961 a 1964, ano em que foi deposto pelo golpe militar. A mudança fez parte dos eventos de lembrança dos 50 anos do golpe militar. O Comitê Paraibano Memória, Verdade e Justiça foi um dos principais apoiadores do projeto, além de ter registrado a mudança do letreiro da escola.
Em 12 de janeiro de 2015, a Assembleia Legislativa da Paraíba vetou o Projeto de Lei nº 1.778/2014, de autoria do deputado estadual Anísio Maia (PT), que pretendia alterar o nome da "Escola Estadual Presidente Médici" para "Escola Estadual João Pedro Teixeira". O veto se deu por conta dos debates realizados na escola durante o ano de 2014 a respeito da mudança da denominação da instituição, que cuminaram na escolha do nome "Escola Estadual Presidente João Goulart" por 87% do grupo escolar. O projeto visava homenagear João Pedro Teixeira, um líder rural fundador da primeira liga camponesa da Paraíba, na cidade de Sapé, assassinado em 1962. Após o golpe militar de 1964, as ligas camponesas foram proibidas e seus líderes perseguidos.